# Randy VanWarmer
Randy VanWarmer (geboren als Randall Edwin Van Wormer) (Indian Hills (Colorado), 30 maart 1955 – Seattle, 12 januari 2004) was een Amerikaanse singer-songwriter. Zijn grootste hit was Just When I Needed You Most uit 1979.
VanWarmer schreef ook diverse nummers voor de groep The Oak Ridge Boys waaronder de nummer 1 countryhit in Amerika I Guess It Never Hurts to Hurt Sometimes.
In een ziekenhuis in Seattle stierf VanWarmer in 2004 op 48-jarige leeftijd aan de gevolgen van leukemie.

## Albums
- Warmer - 1979
- Terraform - 1980
- Beat of Love - 1981
- The Things That You Dream - 1983
- I Am - 1988
- Every Now and Then - 1990
- The Third Child - 1994
- The Vital Spark - 1994 (Alternate title: I Will Whisper Your Name)
- Sun, Moon and Stars - 1996
- Sings Stephen Foster - 2005
- Songwriter - 2006

## NPO Radio 2 Top 2000
| Nummer met noteringen in de NPO Radio 2 Top 2000 | '00  | '01  |
| ------------------------------------------------ | ---- | ---- |
| Just When I Needed You Most                      | 1501 | 1886 |

1. ↑  Een vetgedrukt getal geeft de hoogste notering aan.
2. ↑  2000 was het eerste jaar met een notering voor dit nummer.
3. ↑  Deze tabel is bijgewerkt tot en met de laatste editie (2024).

- Biblioteca Nacional de España: XX875243
- Gemeinsame Normdatei: 134545516
- International Standard Name Identifier: 0000 0001 0858 8740
- Library of Congress Control Number: no98051171
- MusicBrainz: 0da3a5cc-babe-4438-b4f5-f754d0a1ca26
- Virtual International Authority File: 448149106275368492239
- WorldCat: E39PBJf4fhxHPtTy8J7x76DH4q